# NE1
NE1 is een Nederlandse band die is ontstaan in 2005. 

## Achtergrond
De band, gestart door Marco van der Aar en Koen Spronk, speelt een cross-over van dance, elektronica en rock.
Van der Aar, voormalig zanger van 'Soylent Green', liep al jaren rond met plannen om een cd op te gaan nemen.
Uiteindelijk ging hij de samenwerking aan met Koen Spronk, die ervaring had in het produceren van allerlei soorten dance-muziek. Samen begonnen zij met het schrijven van muziek voor hun debuutalbum Light of Life.
De band werd uitgebreid met Frank ter Riet (gitaar), Natasja Tijssen (basgitaar) en Jos Zoomer (drums).
In deze samenstelling is de band de S&K studio ingegaan, om het debuutalbum op te nemen. Het album werd geproduceerd door Dick Kemper.

## Discografie
- Light of Life (2006)